# Ona expansiva (pel·lícula)
Ona expansiva (originalment en xinès, 拆弹专家; transcrit com a Chak daan juen ga; coneguda internacionalment com a Shock Wave) és una pel·lícula d'acció de Hong Kong del 2017 escrita i dirigida per Herman Yau, produïda i protagonitzada per Andy Lau. Estrenada el 20 d'abril de 2017 a Hong Kong i el 28 d'abril de 2017 a la Xina, la pel·lícula és la tercera col·laboració de Yau i Lau com a director i protagonista respectivament després de Zhong Huan ying xiong de 1991 i Ai qing meng huan hao de 1999. S'ha doblat i subtitulat al català.
Una seqüela independent de la pel·lícula, titulada Més enllà de l'ona expansiva, va començar a produir-se el febrer de 2019, va acabar el 8 de maig de 2019, i es va estrenar a les sales el 24 de desembre de 2020. Compta amb nous personatges i una nova història, amb Lau i Yau tornant a les seves funcions com a productor i protagonista, i com a director respectivament.

## Sinopsi
Un terrorista expert en explosius pren el control d'un túnel a Hong Kong i amenaça d'assassinar centenars d'ostatges si no s’atenen les seves exigències. El superintendent J.S. Cheung de la brigada de desactivació de la policia ha de posar fi a l'extorsió.

## Repartiment
Llista d'intèrprets:
- Andy Lau com a Cheung Choi-san
- Jiang Wu com a Hung Kai-pang
- Song Jia com a Carmen Li
- Philip Keung com a Kong Yiu-wai
- Ron Ng com a Ben
- Leo Wang com a Hung Kai-piu
- Felix Wong com a oficial Chow
- Shek Sau com a Wan Hiu-fung
- Liu Kai-chi com a Yim Kwok-wing
- Cheung Chun-kit com a Stephen
- Louis Cheung com a Lam Chun
- Babyjohn Choi com a Wong Tin-nok
- Joseph Lee com a enginyer en cap del túnel de Cross-Harbour.
- Felix Lok com a Berry
- Wan Yeung-ming com a Cheung Tai-chiu
- Tony Ho com a Kam Chi-kong